# Ozono (revista)
Ozono fue una revista cultural española publicada entre los años 1975 y 1979, que contribuyó la difusión en España de la contracultura y el underground durante la Transición, junto con otras cabeceras como Ajoblanco o Star. 

## Historia

### Origen
El locutor cacereño Juan de Pablos es considerado como el fundador de la revista Ozono, junto con el equipo (compuesto por Carlos Finaly, Gonzalo García Pelayo y Diego Manrique) de su programa de mismo nombre en Radio Popular, donde debutó radiofónicamente en 1972.
Todos gozaban de previa experiencia en el mundo editorial por su trabajo en la revista AU (Apuntes Universitarios), en la que escribían monográficos acerca de estilos e intérpretes, tales como el glam rock, The Kinks o Bob Dylan. Con el cierre de AU en 1975, todo el grupo funda en mayo de ese mismo año Ozono.

Ozono nace, como su mismo nombre indica, con el deseo de purificar lo purificable, de oxigenar lo oxigenable y de ambientar lo ambientable. En el tinglado musical este de nuestros pecados, y en algún que otro tingladillo más. Los siglos dirán si cumplimos esta función «histórica». Si así no lo hacemos, que el porvenir nos juzgue (es broma).
Editorial del 1er número de Ozono

## Línea editorial
Con De Pablos al frente, Ozono realizó durante los primeros años de la Transición una gran labor en la difusión de la cultura previamente censurada durante el franquismo, enfocando en particular el campo musical. Siendo su subtítulo «Revista de música y muchas otras cosas», cultivó los demás campos culturales, como la filosofía, el audiovisual, el teatro o la literatura. 
La revista ponía un especial énfasis en bandas del exterior del país, la traducción de letras (por ejemplo, las de todas las canciones del norteamericano Bob Dylan) y publicaba fotorreportajes, entrevistas y monográficos con un cuidado diseño acerca de los artistas de la época. Muchos de los números se publicaban de forma bilingüe con la intención de abrir mercado en el exterior. 
Con su central en Madrid, la redacción estuvo primero dirigida por Álvaro Feito Fernández y tenía como coordinadora de redacción a María Ángeles Sánchez Gómez; dos años más tarde pasaría a ser director Alfonso González Calero. La publicación ayudó con creces a la generación de «la movida madrileña» a conocer a artistas sobre lo que luego sería la nueva ola de pop español de los 80, quedándose a las puertas de ésta. 
En diciembre de 1979, argumentando razones económicas, la revista dejó de publicarse.

Lamentamos profundamente que esos hechos hayan provocado la pérdida de un medio de expresión cultural y crítico, que confirma el desinterés de la sociedad española y la inoperancia de los medios oficiales.
Alfonso González Calero

Sin embargo, Juan de Pablos siguió su labor de difusión musical en el longevo programa Flor de Pasión, que trasladado a tres emisoras distintas sigue emitiéndose en Radio Nacional de España 3 (Radio 3), promocionando todos los grupos españoles que destacaron durante la «movida madrileña» y en la eclosión musical que comportó.